# Saxwe
Le saxwe, aussi écrit saxwɛ, sahouè ou sahwe, est une langue gbe parlée par le peuple Saxwe dans le Sud-Ouest du Bénin.

## Répartition géographique
Le saxwe est parlé dans la commune de Kpomassè dans l’Atlantique, la commune de Lalo dans le Couffo, et les communes de Bopa et Houéyogbé dans le Mono.

## Écriture
| a | b | c | d | ɖ | e | ɛ | f | g |
| ɣ | h | j | k | l | m | n | ŋ | o |
| ɔ | p | s | t | v | w | x | y | z |